# Ametallon gorgonaense
Ametallon gorgonaense är en stekelart som beskrevs av Christer Hansson 2004. Ametallon gorgonaense ingår i släktet Ametallon och familjen finglanssteklar.
Artens utbredningsområde är Colombia. Inga underarter finns listade i Catalogue of Life.